# Азербејџански тар
Азербејџански тар или кавкаски тар или тар са 11 жица је инструмент у мало другачијем облику од персијског тара и развио га је Садигјан од персијског тара око 1870. године.
Уметност израде и извођења музике на тару играју значајну улогу у обликовању културног идентитета Азербејџанаца. Свирачи преносе своје вештине на младе у својој заједници усменом предајом и демонстрацијама, као и у образовним музичким институцијама. Ова уметност уписана је на Унескову листу нематеријалне културне баштине света 2012. године. 

## Израда
Произвођачи тара преносе своје вештине на шегрте, често унутар породице. Израда почиње пажљивим одабиром материјала за инструмент: дудово дрво за тело, орахово дрво за врат и дрво крушке за клинове за подешавање. Користећи разне алате, занатлије праве шупље тело у облику осмице, које се затим прекрива танким перикардијумом вола. Нарезан врат се причвршћује, додају се металне жице и тело се интарзира седефом.

## Извођење
Извођачи држе инструмент хоризонтално, уз груди, и повлаче жице трзалицом, док користе трилере и разне технике и потезе да додају боју звука. Наступ извођача тара има битно место у свадбама и различитим друштвеним окупљањима, свечаним догађајима и јавним концертима. Играчи преносе своје вештине на младе људе у својој заједници усменом предајом, демонстрацијама и у образовним музичким институцијама.

## Историја
„Кавкаски тар“ или „азербејџански тар“ или „катран од 11 жица“ је инструмент у мало другачијем облику од персијског тара и развио га је Садигјан од оригиналног персијског тара око 1870. године. Има мало другачију грађу и више жица. Кавкаски тар има једну додатну бас-жицу са стране, на подигнутој матици, и обично 2 дупле резонантне жице преко малих металних матица на пола врата. Све ове жице пролазе поред главних жица преко врата и причвршћене су за држач струна и ивицу тела. 
У другој половини 19. века тар је прошао кроз различите обнове. Један од највећих музичара - извођача Мирза Садик Асад (1846—1902) увео је промене у структуру и форму традиционалног иранског тара, повећавши број његових жица и довео их је до 11. Он је, поред тога, променио и начин свирања, подижући инструмент са колена на груди. 
Нови процват свирања почиње у 20. веку. На пример, тар је преузео вођство у првом оркестру народних музичких инструмената, насталом 1931. године на иницијативу Узеира Хаџибејлија и Муслима Магомајева, највећих азербејџанских композитора и јавних личности прве половине 20. века. Школа нотног свирања на националним инструментима, коју је основао Узеир Хајибејли, додатно је проширила техничке и уметничке могућности. 
У азербејџанској музици, тар се првенствено користио као водећи инструмент у такозваном мугамском трију извођача, који такође укључује каманчу и даф. Тар, као део мугам трија и као соло, до данас, наставља да игра кључну улогу у уметности мугама, традиционалној и популарној у Азербејџану. 
Тар се држи хоризонтално на грудима свирача, где се држи у позицији десном руком, гурањем доњег дела у облику дупле посуде на груди. Свирање тара почиње повлачењем жице користећи трзалицу која се држи између палца и кажипрста леве руке. Жице које вуче десна рука стварају звуке, а мелодије настају притиском на одговарајуће прагове кажипрстом, средњим прстом и домалим прстом леве руке. Да би се обезбедила потпуна употреба способности и разноликости тара, свирач користи различите трзалице, заједно са различитим ударцима и трилерима.  Распон тоналитета тара је хроматски и обухвата две и по октаве.
Тар се налази на поштанским маркама и новчаници Азербејџана.
- Новчаница 1 манат
- Поштанска марка Азербејџана
- Поштанска марка Азербејџана
- Поштанска марка Совјетског Савеза